# Hahnia pinicola
Hahnia pinicola är en spindelart som beskrevs av Arita 1978. Hahnia pinicola ingår i släktet Hahnia och familjen panflöjtsspindlar. Inga underarter finns listade i Catalogue of Life.